# 恩赛姆
恩赛姆（法語：Entzheim，法語發音：[ɛnsaim]），又译昂泽姆，是法国下莱茵省的一个市镇，属于斯特拉斯堡区。

## 地理
恩赛姆（48°32'5"N, 7°38'14"E）面积8.17 平方千米，位于法国大東部大區下莱茵省，该省份为法国大陆部分最东部的省份，是阿尔萨斯的一部分，今与上莱茵省组成了阿尔萨斯欧洲集体，其南至上莱茵省，西南接孚日省和默尔特-摩泽尔省，西接摩泽尔省，北与德国接壤，东侧沿莱茵河与德国相望。
与恩赛姆接壤的市镇（或旧市镇、城区）包括：布莱赛姆、迪皮盖姆、盖斯波尔赛姆、昂让比耶唐、奥尔蔡姆、林戈尔赛姆。
恩赛姆的时区为UTC+01:00、UTC+02:00（夏令时）。

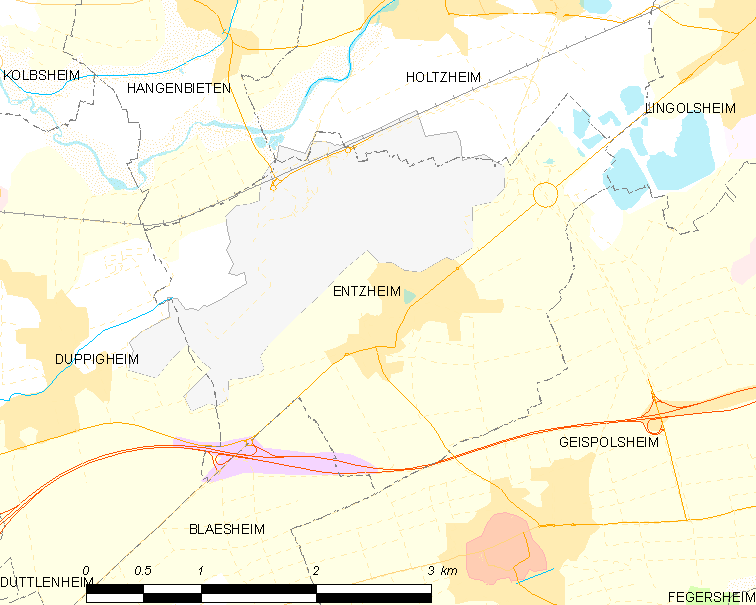
恩赛姆的OSM定位图

## 行政
恩赛姆的邮政编码为67960，INSEE市镇编码为67124。

## 政治
恩赛姆所属的省级选区为林戈尔赛姆县。

## 人口

1962-2008年间恩赛姆人口变化图示

恩赛姆于2022年1月1日时的人口数量为2545人。